# Râul Marin
Râul Marin este un curs de apă, afluent al râului Crasna.